# カエルDX
カエルDX（カエルデラックス、5月2日 - ）は、日本の漫画家。関西地方出身。大阪芸術大学短期大学部デザイン美術学科ビジュアルデザインコース出身。
『まんがタイムきららフォワード』（芳文社）にて『観音寺睡蓮の苦悩』の連載と並行しつつ、自身をカエルの姿で描いた絵日記やレポート漫画をTwitterとブログに掲載し活動している。

## 来歴

### 学生時代から
学生時代より、趣味で漫画を制作。大阪芸術大学短期大学部デザイン美術学科ビジュアルデザインコースに進学。大学時代に教員免許を取得。後の2021年に教職課程や教育実習を描いた漫画を発表し、Twitterにて3万近くの「いいね」の反響を得ている。
大学を卒業後、Webデザイン会社で勤務しながら「カエルDX」名義で漫画を執筆。多忙により副業として漫画を制作することが困難となったため、漫画家となる。Twitterにて聖地巡礼のレポート漫画を発表したことにより、2018年11月、ねとらぼ（ITmedia）から記事の執筆を勧誘される。それ以降「オタク話DX」シリーズとして同サイトで発表。

### 連載開始後
出版社に原稿を持ち込み、読み切りの掲載が決定となる。百合を好み、2019年、『まんがタイムきららフォワード』（芳文社）にて百合コメディの『観音寺睡蓮の苦悩』の読み切りをゲストとして掲載し、2020年2月23日発売の4月号より同作の連載を開始。同作の第1巻が初の単行本となる。
2021年には「悲しくなる瞬間を描いた漫画」や「秋葉原で勧誘に遭った漫画」などが読者から反響を呼んだ。
2023年4月29日、多忙のため緊急搬送され、休養に入ることが報告されたが、5月10日に回復したことを報告した。

## 作品リスト

### 漫画作品
- 観音寺睡蓮の苦悩（『まんがタイムきららフォワード』2020年2月号ゲスト[13]・4月号[14] - 2022年9月号、全4巻）
- カエルDXのオタ活日記[18]（2022年7月23日発売[19]、KADOKAWA）

### WEB漫画
- オタク話DX（ねとらぼ掲載、2018年11月11日[11] - ）
- おすカドEX[3]（原作：ブシロード、2023年4月5日 - ）